# Embalse del Negratín

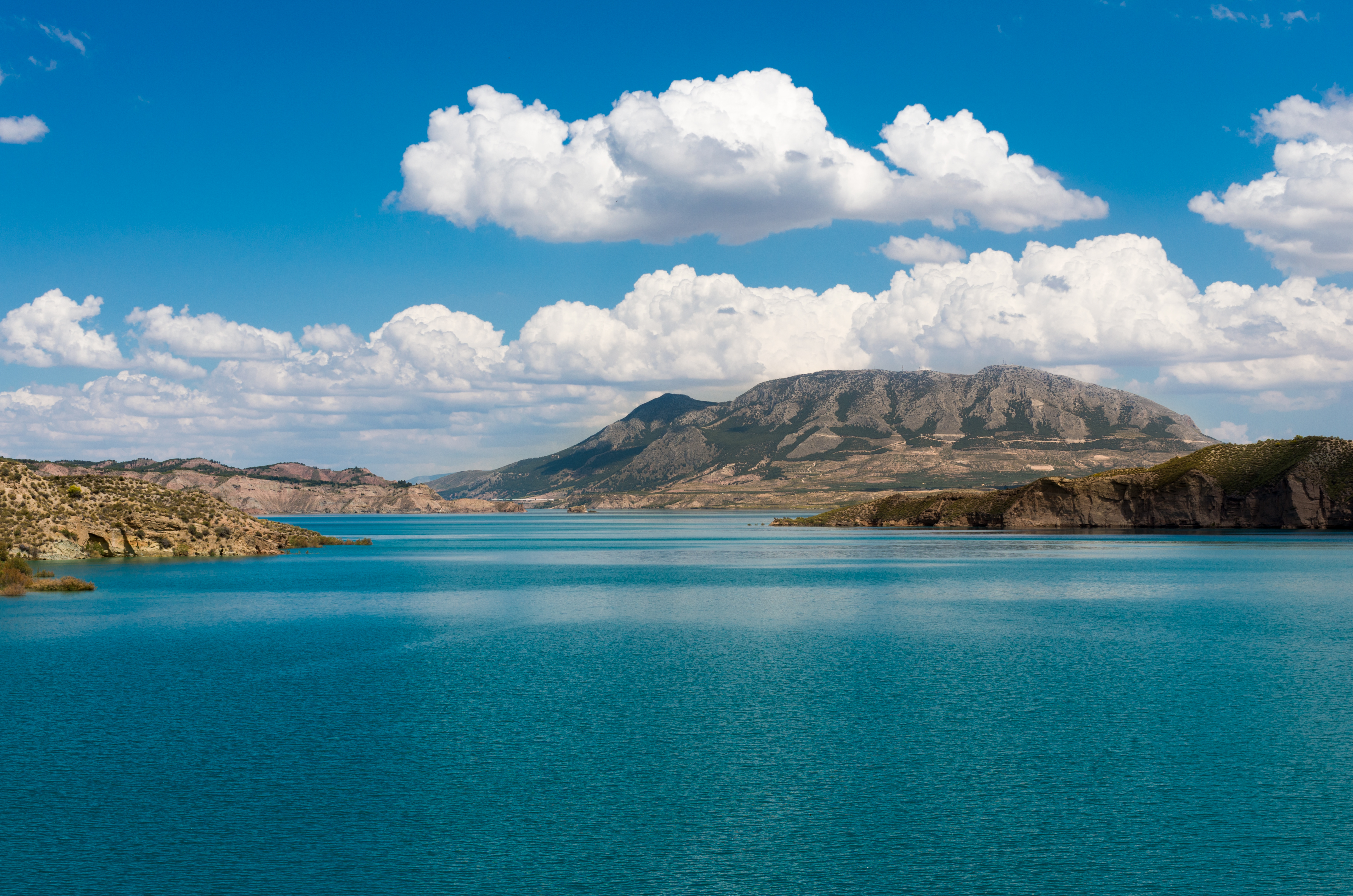
Embalse del Negratín mit dem Cerro de Jabalcón

Die Embalse del Negratín ist eine vom Río Guadiana Menor durchflossene Talsperre in der südspanischen Provinz Granada in der Autonomen Region Andalusien.

## Daten
Mit einer Staumauerhöhe von über 70 m, einer Fläche von 2170 ha und einer Kapazität von 567 hm³ ist die Embalse de Negratín der drittgrößte Stausee Andalusiens (nach der Embalse de Iznájar (981 hm³) und der Embalse de Guadalcacín (800 hm³)). Der Damm besteht größtenteils aus losem Material, da das linke Widerlager nicht stabil genug für einen Betondamm ist.

## Umgebung
Der Stausee wurde am 31. Dezember 1984 eingeweiht. Durch den Bau verschwanden die Orte Las Juntas (Bezirk Zújar), Baños de Zújar, die Straße zwischen Zújar und dem Carramaiza und weitere Einzelgehöfte.

## Nutzung
Der Stausee dient der Trinkwasserversorgung, Bewässerungszwecken sowie Freizeitaktivitäten; außerdem dient er der Stromerzeugung. 

## Sehenswürdigkeiten
Abgesehen von der vom Cerro Jabalcón dominierten Landschaft sind die Reste eines bereits von den Römern genutzten Thermalbades zu erkennen. Nahe dem östlichen Rand des Sees befinden sich die Ruinen des aus maurischer Zeit stammenden Castillo de Benzalema. 